# 夜高祭
夜高祭（よたかまつり）は富山県の砺波、南砺、小矢部地方並びに北海道沼田町に伝わる祭。夜高あんどん（行燈）祭り、またヨータカ、ようたかとも言われる。

## 概要
起源は南砺市福野地区の前身である福野町が1650年（慶安3年）に町建てし、2年後の1652年（慶安5年）に大火で町全体をほぼ焼失したが町の再建に即座に取り掛かった。その際神明社創建のため伊勢神宮の分霊を迎えることになり使者を送った。その使者一行が帰途途中倶利伽羅峠あたりで夜になったことを町民達が知り、行燈を持って使者を出迎えたのが祭り（福野夜高祭）の始まりといわれる。
現在では富山県内の砺波、南砺、小矢部地方一体で見ることができ、福野では神事として、それ以外の地区では砺波・南砺地方で6月に入り、田植えが終わり休みを取るという意味の「ヤスンゴト」（休んごと）といわれる習慣があり、この時期に合わせ各地で五穀豊穣を願う田祭りや観光祭として6月初旬頃に行っているもので、大・中・小の夜高行燈を曳いたり長方形の田楽行燈と呼ばれる行燈を持ち町内を練り歩くもので、福野から伝わったものと考えられる。また、小矢部市出身の沼田喜三郎が開拓し町名にもなった北海道沼田町では、1977年（昭和52年）小矢部市津沢地区より夜高行燈造りを伝承され、同年より「沼田町夜高あんどん祭り」として行われている。
砺波地区では大・中・小行燈を曳く地区や、田楽行燈だけで回る地区などを含め、約30の集落で現在も行われており、2007年（平成19年）には「ヨータカ」として「とやまの文化財百選（とやまの年中行事百選部門）」に選定されている。

## 各地の夜高祭

### 富山県
- 福野夜高祭（5月1日・2日） - 南砺市福野町市街地 （富山県無形民俗文化財 指定・とやまの文化財百選（とやまの祭り百選部門） 選定）
- 津沢夜高あんどん祭（6月 第1金曜・土曜日）  - 小矢部市津沢地区（小矢部市無形民俗文化財 指定・とやまの文化財百選（とやまの祭り百選部門） 選定）
- 庄川観光祭〔庄川夜高行燈〕（6月 第1土曜・日曜日） - 砺波市庄川町（とやまの文化財百選（とやまの祭り百選部門） 選定）
- 砺波夜高祭り（6月 第2金曜・土曜日） - 砺波市出町（砺波駅周辺）地区（とやまの文化財百選（とやまの祭り百選部門） 選定）
- 五鹿屋夜高祭（6月 第2金曜・土曜日） - 砺波市五鹿屋（五郎丸）地区
  - 砺波市の五鹿屋（五郎丸）地区で2日間に渡って行われる田祭り。上村・寺島・鹿島・荒高屋の4地区が参加し豊年満作、五穀豊穣を祈って行われる。1日目は各地区を行燈が練り回し、2日目はとなみ野農協資材配送センター・あぐり館にて、北島子ども行燈唄・荒高屋子供太鼓の披露、その後夜高行燈の突合せが行われる[2]。
- 鷹栖夜高祭（6月 第1土曜・日曜日） - 砺波市鷹栖地区
- 福野西部地区の夜高行燈（6月 第2金曜 - 日曜日） - 南砺市福野町西部地区
  - 福野西部地区で田祭りとして3日間に渡り、高さ4 mほどの夜高行燈が練り回されている。以前は農村部の西部地区の各集落で個々に行われていたが、担い手不足により1995年（平成7年）より一本化し、西部地区協議会、福野西部公民館の行事として西部地区内10集落を練り回している[3]。
- 黒河夜高祭（8月の23日に近い土曜日） - 射水市黒河地区 （射水市無形民俗文化財 指定・とやまの文化財百選（とやまの祭り百選部門） 選定）

### 北海道
- 沼田町夜高あんどん祭り （8月 第4金曜・土曜日）- 北海道沼田町